# 台子村漁港
台子村漁港， 位於雲林縣口湖鄉台子村（台仔窪）附近海岸；屬於第二類漁港。該港從事沿近海漁業漁船約6小時往返，從事淺海養殖漁筏於沿岸插蚵則當日往返；主要以蚵、文蛤為當地經濟來源。漁獲物有50％於場邊交易，50％於該港進行拍賣。其中，該港其著名活動為每2年1次舉辦之王船祭；以祈求當地村民一年來能風調雨順、漁獲豐收。

## 沿革
- 1978年：開港興建。
- 1980年：完成泊地1.8公頃、防波堤325公尺。
- 1986年：完成北方第二泊地0.9公頃、防波堤276公尺、碼頭218公尺，並於原突堤增闢突碼頭[2]。

## 產業
台子村漁港主要產業有：
1. 沿近海漁業：淺海養殖、魚塭養殖漁業
2. 近海漁業：流刺網、拖網、延繩釣
3. 淺海養殖：養殖蚵、文蛤[5]

## 外部連結
- 雲林區漁會